# Dolichopoda laetitiae
Dolichopoda laetitiae — вид прямокрилих комах родини рафідофоріди (Rhaphidophoridae). Вид є
троглодитом, тобто постійним мешканцем печер.

## Поширення
Вид зустрічається у печерах на півдні Італії. Поширений в районі гори Валлестра у провінції Кампанья.